# Fresneville
Fresneville is een gemeente in het Franse departement Somme (regio Hauts-de-France) en telt 112 inwoners (2009). De plaats maakt deel uit van het arrondissement Abbeville.

## Geografie
De oppervlakte van Fresneville bedraagt 3,5 km², de bevolkingsdichtheid is dus 32 inwoners per km².
De onderstaande kaart toont de ligging van Fresneville met de belangrijkste infrastructuur en aangrenzende gemeenten.

## Demografie
Onderstaande figuur toont het verloop van het inwonertal (bron: INSEE-tellingen).